# Liste der Baudenkmale in Jämlitz-Klein Düben
In der Liste der Baudenkmale in Jämlitz-Klein Düben sind alle Baudenkmale der brandenburgischen Gemeinde Jämlitz-Klein Düben und ihrer Ortsteile aufgelistet. Grundlage ist die Veröffentlichung der Landesdenkmalliste mit dem Stand vom 31. Dezember 2021.

## Baudenkmale in den Ortsteilen
In den Spalten befinden sich folgende Informationen:
- ID-Nr.: Die Nummer wird vom Brandenburgischen Landesamt für Denkmalpflege vergeben. Ein Link hinter der Nummer führt zum Eintrag über das Denkmal in der Denkmaldatenbank. In dieser Spalte kann sich zusätzlich das Wort Wikidata befinden, der entsprechende Link führt zu Angaben zu diesem Denkmal bei Wikidata.
- Lage: die Adresse des Denkmales und die geographischen Koordinaten. Link zu einem Kartenansichtstool, um Koordinaten zu setzen. In der Kartenansicht sind Denkmale ohne Koordinaten mit einem roten beziehungsweise orangen Marker dargestellt und können in der Karte gesetzt werden. Denkmale ohne Bild sind mit einem blauen bzw. roten Marker gekennzeichnet, Denkmale mit Bild mit einem grünen beziehungsweise orangen Marker.
- Bezeichnung: Bezeichnung in den offiziellen Listen des Brandenburgischen Landesamtes für Denkmalpflege. Ein Link hinter der Bezeichnung führt zum Wikipedia-Artikel über das Denkmal.
- Beschreibung: die Beschreibung des Denkmales
- Bild: ein Bild des Denkmales und gegebenenfalls einen Link zu weiteren Fotos des Baudenkmals im Medienarchiv Wikimedia Commons

### Jämlitz
| ID-Nr.   | Lage               | Bezeichnung | Beschreibung | Bild           |
| -------- | ------------------ | ----------- | --- | -------------- |
| 09125414 | Parkweg 2 (Lage)   | Gutshaus    | um 1800; zweigeschossiger, 9-achsiger, massiver, verputzter Ziegelbau mit Krüppelwalmdach                                                                            | weitere Bilder |
| 09125434 | Schulstraße (Lage) | Dorfkirche  | Michaeliskirche, erbaut 1952/1953; massive Bauweise aus Granit mit Fachwerkaufbau; Satteldach mit Schieferdeckung; Entwurf wahrscheinlich von Architekt Albert Meyer | Dorfkirche     |

### Jämlitz-Hütte
| ID-Nr.   | Lage               | Bezeichnung | Beschreibung | Bild |
| -------- | ------------------ | ----------- | ------------ | ---- |
| 09125304 | Zur Hütte 3 (Lage) | Gasthaus    |              | BW   |

### Klein Düben
| ID-Nr.   | Lage                 | Bezeichnung                            | Beschreibung | Bild                                   |
| -------- | -------------------- | -------------------------------------- | ------------ | -------------------------------------- |
| 09125409 | Dorfstraße 14 (Lage) | Wohnhaus und Scheune; Doppelstubenhaus |              | Wohnhaus und Scheune; Doppelstubenhaus |

## Ehemalige Baudenkmale
| ID-Nr. | Lage                           | Bezeichnung | Beschreibung | Bild |
| ------ | ------------------------------ | ----------- | ------------ | ---- |
|        | Jämlitz, Schulstraße 14 (Lage) | Wohnhaus    |              | BW   |